# Голуб-синяк
Голуб-синяк або клинтух (Columba oenas) — вид птахів родини голубових (Columbidae). Один із 51-го видів роду; один із 3-х видів роду у фауні України. В Україні гніздовий, перелітний, зимуючий птах.

## Опис

### Зовнішній вигляд
Довжина тіла 32—34 см, маса самця 303–365 г, маса самки 280—290 г, розмах крил 63—70 см. Характерне блакитно-сизе забарвлення з пурпурно-зеленуватим металічним відливом на шиї. Слабо виражені смужки на крилах. На грудях клинтуха розвинутий рожево-винний відтінок. Дзьоб червоний біля основи, та жовтий на кінці, з білою восковицею. Ноги червоні.
Самці та самки зовні майже не відрізняються: самка має менш яскраве опірення і темніший дзьоб. Молоді птахи мають блідіше забарвлення, з буруватим відтінком. Металічний відлив на шиї в молодняка не виражений.

### Голос і поведінка
Достатньо тихий птах. Голос самця — воркування, довга серія монотонних і глухих двоскладових звуків з наголосом на першому складі «гухуу-гухуу». Політ енергійний; при злеті видає різкий свист крилами. Під час розмноження веде себе скритно, ховаючись у густому листі дерев і затихаючи при наближенні тварин і людини. Живляться тут же, недалеко від гнізда, на землі. На перельоті ще обережніший, зазвичай зупиняється на недоступних для інших тварин ландшафтах.

## Поширення
Ареал охоплює майже усю Європу, Малу Азію, Закавказзя, південь Центральної Азії. В Україні поширений у Карпатах, Поліссі, частково в Лісостепу, Гірському Криму і, можливо, заплави Дунаю. Останнім часом виявлений на гніздуванні на Луганщині. 
Зимує на півдні ареалу; в Україні — на півдні, зрідка в інших місцях.

## Чисельність і причини її зміни
Чисельність у Європі оцінюється в 520–730 тис. пар. В Україні нечисленний у більшості районів Полісся і Криму, рідкісний — у Лісостепу. Загальна чисельність на гніздуванні в Україні не більше 8—12 тис. пар. Влітку у стиглих букових лісах Карпат та на рівнині чисельність становить 4—6 ос./км², у інших типах лісу — 0,07—2 ос./км². У бучинах Закарпаття близько 2,5—3 тис. пар. У заповідниках чисельність така: Рівненському — до 100, «Прип'ять-Стохід» — до 100, Поліському — до 10, Шацькому — до 10 пар. Зимує в Криму, Присивашші, Приазов'ї, у теплі зими — також у Запорізькому Придніпров'ї. Чисельність зимуючих синяків в Україні становить 500—1500 ос. 
Основні чинники зниження чисельності: зменшення площ старих лісів, омолодження деревостанів, вирубування дуплистих дерев, отруєння хімікатами на полях, збільшення чисельності яструба великого і куниці лісової, фактор непокою.

## Особливості біології

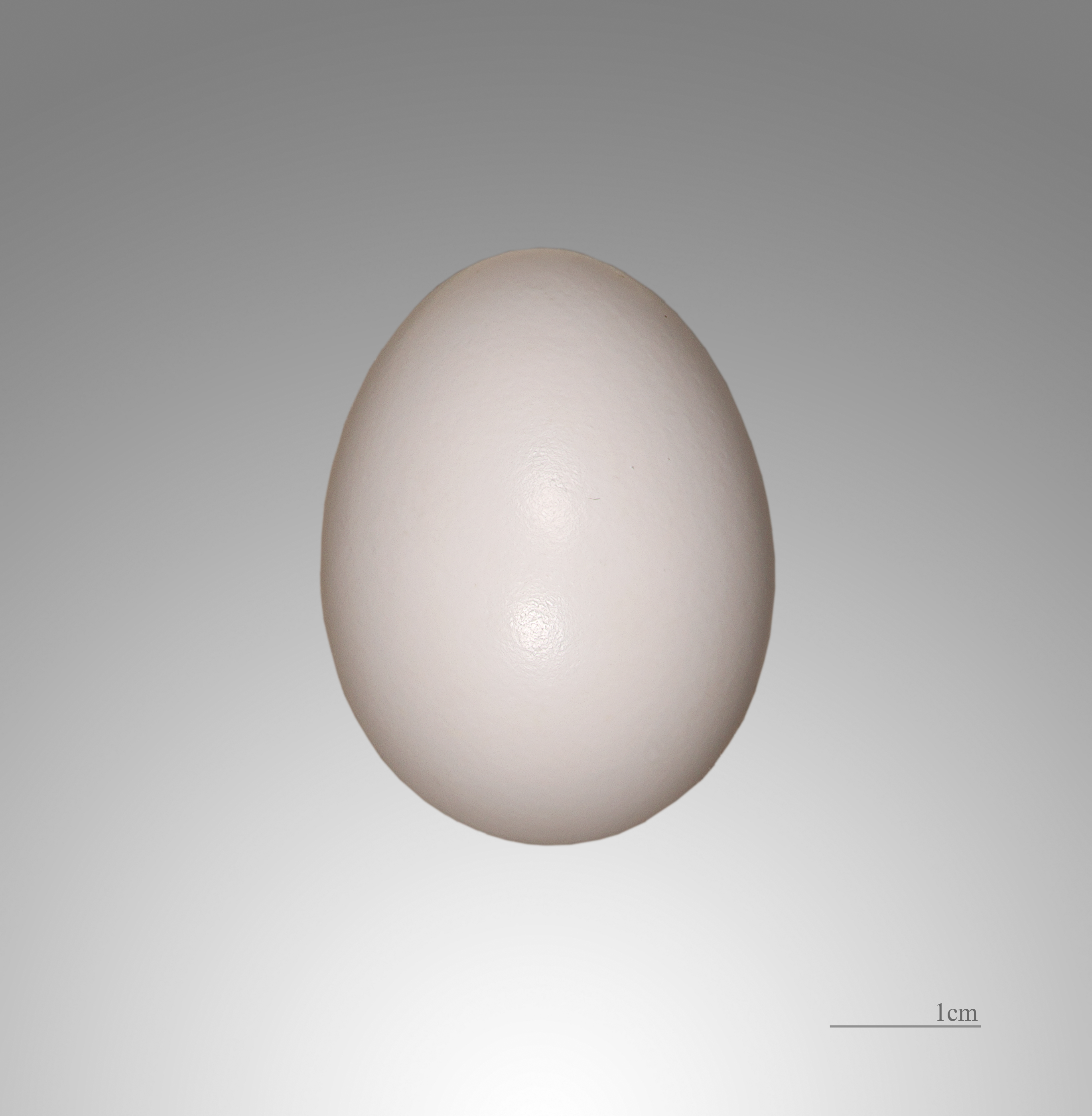
Яйце голуба-синяка

У Західній та Південній Європі, Передній Азії та Африці веде переважно осілий спосіб життя; на іншій частині ареалу перелітний або частково перелітний птах, при цьому процент мігруючих птахів зростає з півдня на північ. У Північній та Східній Європі, а також у Сибіру і Середній Азії — типово перелітний вид. Зимує у центральних та південних областях Європи (особливо численним є на Піренейському півострові та на півдні Франції), на південь від Чорного та Каспійського морів.
В Україні перелітний птах, проте у помірно холодні зими трапляється майже по усій країні. Прилітає на місця розмноження у березні — квітні. Заселяє ліси різного типу, перевагу віддає листяним і мішаним, старим, з дуплистими деревами, поряд з відкритими місцями. У Карпатах улюблений біотоп — старі букові ліси. Гніздиться окремими парами. Для гнізд використовує дупла, інколи борті і порожнини в опорах ЛЕП. За один сезон може бути два виводки. У кладці 2 яйця. Насиджують обидва птахи, 16—17 днів. Пташенята залишають гніздо через 25—27 днів. Синяки об'єднуються в осінні зграї, частіше по 10—100 ос. Осінній відліт у вересні — жовтні.
Живиться насінням диких і культурних злаків, бобових, гречкових на полях, узбіччі доріг, порубах, зрідка комахами і дрібними молюсками.

## Охорона
Охороняється Бернською конвенцією (Додаток ІІІ). Включено до Червоної книги України (2009) (статус — вразливий), полювання заборонене. З метою ефективнішої охорони необхідне збереження дуплистих дерев, охорона на прольоті, виключення чинника непокою, заборона полювання в усіх частинах ареалу, розвішування штучних гніздівель, організація заказників у місцях гніздування.